# Michal Smola
Michal Smola (* 21. prosince 1981 Gottwaldov) je bývalý český reprezentant v orientačním běhu. Jeden z nejlepších českých orientačních běžců vybojoval 6 titulů mistra světa na juniorských a akademických MS, mezi dospělými na mistrovství světa potom obsadil 2. místo na krátké trati a 4. místo na klasické trati (doposud nejlepší mužský výsledek v této disciplíně). Svou závodní kariéru začal v roce 1995 v SKOB Zlín, jehož členem je doposud. Současně je členem švédského klubu Södertälje-Nykvarn, za který startuje ve Skandinávii.
V současnosti trénuje českou reprezentantku Janu Knapovou.

## Fair play
V roce 2010 získal hlavní českou cenu fair play za hrdinský čin z mistrovství světa 2009, kdy spolu s Thierrym Gueorgiou a Andersem Nordbergem zachránili život švédskému závodníkovi Martinu Johanssonovi, který si na posledním úseku štafet vrazil do stehna tři centimetry silnou větev a zarazil si ji dvanáct centimetrů hluboko. Trojice zanechala bojů o téměř jisté medaile z MS a přivolali zraněnému pomoc. Všichni tři i přes velkou ztrátu nakonec trať doběhli a společně se objevili v cíli na 25., 26. a 27. místě, kde jim diváci sklidili obrovský potlesk.

## Osobní život
Vystudoval SPŠ strojnickou ve Zlíně a v roce 2006 promoval na Vysokém učení technickém v Brně, poté byl studentem doktorského studia na Univerzitě Tomáše Bati ve Zlíně.

## Sportovní kariéra

### Umístění na MS a ME
| Přehled úspěchů na Mistrovství světa | Přehled úspěchů na Mistrovství světa | Přehled úspěchů na Mistrovství světa | Přehled úspěchů na Mistrovství světa | Přehled úspěchů na Mistrovství světa |
| Mistrovství světa                    | Sprint                               | Middle                               | Long                                 | Štafety                              |
| ------------------------------------ | ------------------------------------ | ------------------------------------ | ------------------------------------ | ------------------------------------ |
| Rapperswil/Jona 2003                 | X                                    | X                                    | 28. místo                            | X                                    |
| Västeras 2004                        | X                                    | 31. místo                            | X                                    | 11. místo                            |
| Århus 2006                           | X                                    | 40. místo                            | 4. místo                             | 5. místo                             |
| Kyjev 2007                           | 15. místo                            | X                                    | 7. místo                             | 9. místo                             |
| Olomouc 2008                         | X                                    | 2. místo                             | 13. místo                            | 4. místo                             |
| Miskolc 2009                         | X                                    | 11. místo                            | X                                    | 27. místo                            |
| Trondheim 2010                       | 13. místo                            | X                                    | 29. místo                            | 5. místo                             |

| Přehled úspěchů na Mistrovství Evropy | Přehled úspěchů na Mistrovství Evropy | Přehled úspěchů na Mistrovství Evropy | Přehled úspěchů na Mistrovství Evropy | Přehled úspěchů na Mistrovství Evropy |
| Mistrovství Evropy                    | Sprint                                | Middle                                | Long                                  | Štafety                               |
| ------------------------------------- | ------------------------------------- | ------------------------------------- | ------------------------------------- | ------------------------------------- |
| Sümeg 2002                            | X                                     | 31. místo                             | 27. místo                             |                                       |
| Røskilde 2004                         | X                                     | 36. místo                             | X                                     | 7. místo                              |
| Otepää 2006                           | X                                     | 17. místo                             | 14. místo                             | 4. místo                              |
| Ventspils 2008                        | 48. místo                             | 14. místo                             | 21. místo                             | 5. místo                              |
| Primorsko 2010                        | 17. místo                             | X                                     | 15. místo                             | 5. místo                              |

| Přehled úspěchů na Mistrovství světa juniorů | Přehled úspěchů na Mistrovství světa juniorů | Přehled úspěchů na Mistrovství světa juniorů | Přehled úspěchů na Mistrovství světa juniorů | Přehled úspěchů na Mistrovství světa juniorů |
| Mistrovství světa juniorů                    | Sprint                                       | Middle                                       | Long                                         | Štafety                                      |
| -------------------------------------------- | -------------------------------------------- | -------------------------------------------- | -------------------------------------------- | -------------------------------------------- |
| Varna 1999                                   | X                                            | X                                            | 36. místo                                    | 5. místo                                     |
| Nové Město na Moravě 2000                    | X                                            | 1. místo                                     | 4. místo                                     | 1. místo                                     |
| Miskolc 2001                                 | X                                            | 3. místo                                     | 3. místo                                     | 1. místo                                     |

| Přehled úspěchů na Akademickém mistrovství světa | Přehled úspěchů na Akademickém mistrovství světa | Přehled úspěchů na Akademickém mistrovství světa | Přehled úspěchů na Akademickém mistrovství světa | Přehled úspěchů na Akademickém mistrovství světa |
| Akademické mistrovství světa                     | Sprint                                           | Middle                                           | Long                                             | Štafety                                          |
| ------------------------------------------------ | ------------------------------------------------ | ------------------------------------------------ | ------------------------------------------------ | ------------------------------------------------ |
| Varna 2002                                       | X                                                | 21. místo                                        | 12. místo                                        | 7. místo                                         |
| Plzeň 2004                                       | X                                                | 2. místo                                         | 1. místo                                         | 1. místo                                         |
| Košice 2006                                      | X                                                | 17. místo                                        | 1. místo                                         | X                                                |
| Tartu 2008                                       | X                                                | 2. místo                                         | 1. místo                                         | 5. místo                                         |

### Umístění na MČR
| Umístění na Mistrovství České republiky v orientačním běhu | Umístění na Mistrovství České republiky v orientačním běhu | Umístění na Mistrovství České republiky v orientačním běhu | Umístění na Mistrovství České republiky v orientačním běhu | Umístění na Mistrovství České republiky v orientačním běhu | Umístění na Mistrovství České republiky v orientačním běhu | Umístění na Mistrovství České republiky v orientačním běhu | Umístění na Mistrovství České republiky v orientačním běhu | Umístění na Mistrovství České republiky v orientačním běhu | Umístění na Mistrovství České republiky v orientačním běhu | Umístění na Mistrovství České republiky v orientačním běhu | Umístění na Mistrovství České republiky v orientačním běhu |
| Ročník                                                     | Kategorie                                                  | Klasická                                                   | Krátká                                                     | Sprint                                                     | Dlouhá                                                     | Noční                                                      | Ranking                                                    | Členství v klubu                                           | Štafety                                                    | Kluby                                                      | Sprint. štafety                                            |
| ---------------------------------------------------------- | ---------------------------------------------------------- | ---------------------------------------------------------- | ---------------------------------------------------------- | ---------------------------------------------------------- | ---------------------------------------------------------- | ---------------------------------------------------------- | ---------------------------------------------------------- | ---------------------------------------------------------- | ---------------------------------------------------------- | ---------------------------------------------------------- | ---------------------------------------------------------- |
| MČR 1996                                                   | H16 – mladší dorostenci                                    | 20. místo                                                  | 1. místo                                                   |                                                            |                                                            |                                                            |                                                            | SKOB Zlín                                                  |                                                            |                                                            |                                                            |
| MČR 1996                                                   | H18 – starší dorostenci                                    |                                                            |                                                            |                                                            |                                                            | SKOB Zlín                                                  | 10. místo                                                  | 6. místo                                                   |                                                            |                                                            |                                                            |
| MČR 1997                                                   | H16 – mladší dorostenci                                    | 6. místo                                                   |                                                            |                                                            |                                                            | SKOB Zlín                                                  |                                                            |                                                            |                                                            |                                                            |                                                            |
| MČR 1997                                                   | H18 – starší dorostenci                                    |                                                            |                                                            |                                                            |                                                            | SKOB Zlín                                                  | 2. místo                                                   | 7. místo                                                   |                                                            |                                                            |                                                            |
| MČR 1998                                                   | H18 – starší dorostenci                                    | 1. místo                                                   |                                                            | 1. místo                                                   |                                                            | SKOB Zlín                                                  | 1. místo                                                   | 2. místo                                                   |                                                            |                                                            |                                                            |
| MČR 1999                                                   | H18 – starší dorostenci                                    |                                                            |                                                            |                                                            | 2. místo                                                   | 2. místo                                                   | 231. místo                                                 | SKOB Zlín                                                  | 1. místo                                                   |                                                            |                                                            |
| MČR 2000                                                   | H20 – junioři                                              | disk                                                       | 1. místo                                                   |                                                            | disk                                                       |                                                            | 30. místo                                                  | SKOB Zlín                                                  |                                                            |                                                            |                                                            |
| MČR 2000                                                   | H21 – muži                                                 |                                                            |                                                            |                                                            |                                                            |                                                            |                                                            | SKOB Zlín                                                  | 8. místo                                                   |                                                            |                                                            |
| MČR 2001                                                   | H20 – junioři                                              | 33. místo                                                  | 1. místo                                                   | 4. místo                                                   | 1. místo                                                   |                                                            | 18. místo                                                  | SKOB Zlín                                                  |                                                            |                                                            |                                                            |
| MČR 2002                                                   | H21 – muži                                                 | 3. místo                                                   | 5. místo                                                   |                                                            |                                                            |                                                            | 1. místo                                                   | SKOB Zlín                                                  | 1. místo                                                   |                                                            |                                                            |
| MČR 2003                                                   | H21 – muži                                                 | 3. místo                                                   |                                                            | 11. místo                                                  | 2. místo                                                   |                                                            | 1. místo                                                   | SKOB Zlín                                                  | 6. místo                                                   | 6. místo                                                   |                                                            |
| MČR 2004                                                   | H21 – muži                                                 | disk                                                       | 2. místo                                                   | 4. místo                                                   |                                                            |                                                            | 1. místo                                                   | SKOB Zlín                                                  | 26. místo                                                  | 9. místo                                                   |                                                            |
| MČR 2005                                                   | H21 – muži                                                 | 5. místo                                                   | 9. místo                                                   | 3. místo                                                   |                                                            |                                                            | 1. místo                                                   | SKOB Zlín                                                  | 6. místo                                                   | 12. místo                                                  |                                                            |
| MČR 2006                                                   | H21 – muži                                                 | 1. místo                                                   |                                                            |                                                            |                                                            |                                                            | 1. místo                                                   | SKOB Zlín                                                  |                                                            |                                                            |                                                            |
| MČR 2007                                                   | H21 – muži                                                 | 2. místo                                                   | 4. místo                                                   | 2. místo                                                   | 1. místo                                                   |                                                            | 1. místo                                                   | SKOB Zlín                                                  | 3. místo                                                   | disk                                                       |                                                            |
| MČR 2008                                                   | H21 – muži                                                 | 1. místo                                                   | 1. místo                                                   | 5. místo                                                   |                                                            |                                                            | 1. místo                                                   | SKOB Zlín                                                  | 2. místo                                                   | 11. místo                                                  |                                                            |
| MČR 2009                                                   | H21 – muži                                                 | 3. místo                                                   | 1. místo                                                   | 6. místo                                                   |                                                            |                                                            | 1. místo                                                   | SKOB Zlín                                                  | 1. místo                                                   | 24. místo                                                  |                                                            |
| MČR 2010                                                   | H21 – muži                                                 | 5. místo                                                   | 2. místo                                                   |                                                            |                                                            |                                                            | 2. místo                                                   | SKOB Zlín                                                  | 10. místo                                                  | 15. místo                                                  |                                                            |
| MČR 2011                                                   | H21 – muži                                                 | 4. místo                                                   | disk                                                       |                                                            |                                                            |                                                            | 52. místo                                                  | SKOB Zlín                                                  | 24. místo                                                  | 11. místo                                                  |                                                            |
| MČR 2012                                                   | H21 – muži                                                 | 7. místo                                                   |                                                            | 19. místo                                                  |                                                            | 10. místo                                                  | SKOB Zlín                                                  |                                                            |                                                            |                                                            |                                                            |
| MČR 2013                                                   | H21 – muži                                                 | 23. místo                                                  | 10. místo                                                  | 13. místo                                                  |                                                            | 15. místo                                                  | SKOB Zlín                                                  | 15. místo                                                  | 14. místo                                                  |                                                            |                                                            |
| MČR 2014                                                   | H21 – muži                                                 | 11. místo                                                  | 39. místo                                                  |                                                            |                                                            | 66. místo                                                  | SKOB Zlín                                                  |                                                            |                                                            |                                                            |                                                            |
| MČR 2015                                                   | H21 – muži                                                 | 15. místo                                                  | 32. místo                                                  |                                                            |                                                            | 27. místo                                                  | SKOB Zlín                                                  |                                                            |                                                            |                                                            |                                                            |
| MČR 2016                                                   | H21 – muži                                                 | 27. místo                                                  | 17. místo                                                  | 19. místo                                                  |                                                            | 58. místo                                                  | SKOB Zlín                                                  |                                                            |                                                            |                                                            |                                                            |
| MČR 2017                                                   | H21 – muži                                                 |                                                            | 27. místo                                                  |                                                            |                                                            | 55. místo                                                  | SKOB Zlín                                                  |                                                            |                                                            |                                                            |                                                            |
| MČR 2018                                                   | H21 – muži                                                 | 29. místo                                                  |                                                            | 16. místo                                                  |                                                            | 22. místo                                                  | SKOB Zlín                                                  |                                                            |                                                            |                                                            |                                                            |
| MČR 2019                                                   | H21 – muži                                                 | 28. místo                                                  | 38. místo                                                  |                                                            |                                                            | 45. místo                                                  | SKOB Zlín                                                  |                                                            |                                                            |                                                            |                                                            |
| MČR 2020                                                   | H21 – muži                                                 | 38. místo                                                  |                                                            | 34. místo                                                  |                                                            | 49. místo                                                  | SKOB Zlín                                                  |                                                            |                                                            | 23. místo                                                  |                                                            |